# Aeropuerto de Bujta Providéniya
El Aeropuerto de Bujta Providéniya (en ruso: Аэропорт Бухта Провидения; en español: Bahía Providencia; ICAO: UHMD; IATA: PVS), se encuentra 3 km al sudoeste de Providéniya, en el distrito autónomo de Chukotka, Rusia.
El espacio aéreo está controlado desde el FIR de Anádyr (ICAO: UHMA).
Ligeramente al sudeste del aeropuerto se encuentra una pista de aterrizaje abandonada en la época soviética.64°21′06″N 173°14′10″O / 64.35167, -173.23611

## Pista
El aeropuerto de Bujta Providéniya dispone de una pista de grava en dirección 01/29 de 2192x73 m. (7192x239 pies).
El aeropuerto es adecuado para la operación de aeronaves del tipo Antonov An-12, Antonov An-24, Antonov An-26, Antonov An-28, Antonov An-30, LET L-410 Turbolet, Ilyushin Il-14, así como de todos los tipos de helicópteros.
Dispone de 4 plazas de aparcamiento pavimentadas.

## Operaciones civiles
El aeropuerto de Bujta Providéniya es una filial de la compañía aérea rusa ChukotAvia, que ofrece un servicio semanal entre Providéniya y Anádyr en verano y cada dos semanas en invierno. Bering Air Alaska ofrece servicio de chárter desde Anchorage o Nome, Alaska. Otras compañías como Aeroflot o Center-Avia realizan vuelos chárter.
Se presta servicio de transporte en pequeños aviones. 
Por otra parte, el 25 de julio de 2005, un avión C-130 Hércules de la Fuerza Aérea Sueca aterrizó en Providéniya, con un equipo internacional de investigadores de la expedición de "Beringia 2005", organizado por la Secretaría de Investigación Polar de Suecia. Este aeropuerto se hizo famoso por el vuelo, en 1988 de Alaska Airlines conocido como "Vuelo de la Amistad".

## Operaciones militares
Informes de la CIA de 1952 indicaban la presencia de bombarderos Tupolev Tu-4 (designación OTAN: Bull) en Mys Shmidta y Bujta Providéniya.
Aunque la pista no es adecuada para el uso militar, ha recibido vuelos de Tu-95MR (designación OTAN: Bear-E)